# Antalia syriaca
Antalia syriaca är en växtart i släktet Antalia och familjen flockblommiga växter.
Arten är en perenn ört som förekommer i Turkiet. Den beskrevs först som Kundmannia syriaca av Pierre Edmond Boissier 1849, och fick sitt nu gällande namn av Aslı Doğru-Koca 2024.